# Lagoa da Prainha
A Lagoa da Prainha é uma lagoa portuguesa, localizada na ilha açoriana do Pico, arquipélago dos Açores.